# العثامنة التيرس (زيايدة)
العثامنة التيرس هي إحدى مشيخات المملكة المغربية، تتبع جغرافيا لإقليم بنسليمان وإداريًا لزيايدة. يقدر عدد سكانها بـ 4264 نسمة حسب الإحصاء الرسمي للسكان والسكنى لسنة 2004.